# Jakob Klatzkin

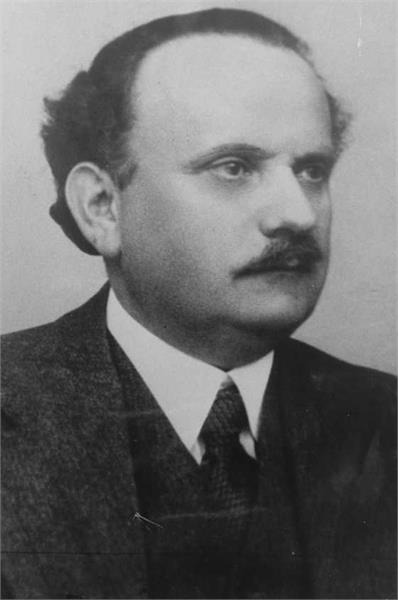
Jakob Klatzkin (1940)

Jakob Klatzkin (* wahrscheinlich: 3. Oktober 1882 in Berjosa, Gouvernement Grodno, Russisches Kaiserreich; † wahrscheinlich: 26. März 1948 in Vevey, Schweiz; Name auch: Jacob/Jakov/Yakov/Jakub Klaczkin, russisch Яков Клачкин, hebräisch יעקב קלצקין) war ein zionistischer philosophischer Schriftsteller und Publizist.

## Leben
Jakob Klatzkin war ein Sohn des Rabbiners Elijahu Klatzkin (Elija ben Naftali Herz Klatzkin, * 1852 Oschpol, † 1932 Jerusalem), der in Marijampolė und Lublin  wirkte und zu den bedeutenden rabbinischen Autoritäten seiner Zeit gehörte.
Zu Jakob Klatzkins Lebensdaten gibt es in verschiedenen Quellen abweichende Angaben. Julius H. Schoeps nennt als Geburtsdatum den 10. März 1882, Tetzlaff 1892 (unwahrscheinlich); als Todesort wird auch New York angegeben (Schoeps; Tetzlaff), als Tag auch der 28. März (Schoeps). Nach neuen familiengeschichtlichen Quellen ist vom Todesort Vevey auszugehen („Klatzkin kehrte in die Schweiz zurück und verstarb dort“).
Klatzkin studierte ab etwa 1900 bei Hermann Cohen in Marburg Philosophie, entfernte sich aber schnell von diesem und näherte sich Positionen, die bereits Baruch Spinoza (Klatzkin übersetzte dessen Ethik ins Hebräische), viel später in antiintellektualistisch-vitalistisch abgewandelter Form Henri Bergson vertreten sollten.
Von 1909 bis 1911 gab Klatzkin das zionistische Organ Die Welt heraus, von 1912 bis 1915 die Freien Zionistischen Blätter (nicht zu verwechseln mit den gleichnamigen „radikal-zionistischen“ Publikationen, die Klatzkin gemeinsam mit Nachum Goldmann über einige Monate des Jahres 1921 herausgab).
Klatzkin gründete 1923 in Berlin-Charlottenburg gemeinsam mit Nahum Goldmann den Eschkol-Verlag, war (1927–1934) Begründer und (gemeinsam mit N. Goldmann und Ismar Elbogen) Herausgeber der Encyclopaedia Judaica und auch ihrer hebräischen Parallelausgabe (zehn deutsche Bände, zwei hebräische Bände; durch die Nationalsozialisten erzwungene Einstellung des ambitionierten Unternehmens). Er gab u. a. auch den Thesaurus Philosophicus Linguae Hebraicae heraus (4 Bände, 1926 ff.) und erwarb sich damit ein bleibendes Verdienst um die neuhebräische Philosophie und die Entwicklung der ihr eigenen Fachterminologie.
Klatzkin war ein radikaler Galut-Verneiner, der den völligen Untergang der Juden außerhalb Palästinas sah, nur Territorium und faktische Macht anerkannte, hingegen kulturelle, spirituelle Aspekte des Judentums oder gar einen (schädlichen) Erwählungsglauben als völlig irrelevant betrachtete.
Nach der Machtergreifung der Nationalsozialisten 1933 floh er in die Schweiz und 1941 in die USA und arbeitete dort am College of Jewish Studies in Chicago.
In akademischen Kreisen in Israel findet er bis heute kaum Anerkennung für sein geleistetes Werk.

## Schriften (Auswahl)
Die hebräische Literatur in Transkription.
- Otzar munahim ha-philosophim wa-ʾantologijah filosofit. 4 Bände.[1] Berlin 1926–1934, DNB 560627351 (philosophische Termini).
- Mischnat rischonim. Targum. Eschkol[-Verlag], Berlin [1925], DNB 574332162 (philosophische Anthologie).
- Schkijat hahajim. Berlin (philosophische Diskussionen).
- Trumim, zutot (postum).
- Mischnat achronim. (Weisheitssprüche der größten Schriftsteller und Denker der Welt von Montaigne bis heute; postum).
- Tavim (postum).
- Probleme des modernen Judentums. Jüdischer Verlag, Berlin 1918, DNB 574332170 und DNB 7736179-9, urn:nbn:de:hebis:30-180014210002 (Scan – Internet Archive); 3. Auflage. 1931 (wirkungsgeschichtlich einflussreiche Reflexion seiner zionistischen Positionen).
  - u. d. T. Krisis und Entscheidung im Judentum. Der Probleme des modernen Judentums zweite, ergänzte Auflage. Berlin 1921, DNB 574332154, urn:nbn:de:hebis:30-180014453007 (Scan – Internet Archive).
- Hermann Cohen. Jüdischer Verlag, Berlin 1919, DNB 573270759 (Scan – Internet Archive = eingeschränkte Vorschau in der Google-Buchsuche).
  - 2., erweiterte Auflage. Ebenda 1921 (Scan – Internet Archive; Scan – Internet Archive = eingeschränkte Vorschau in der Google-Buchsuche).
- Baruch Spinoza, chajaw, sefaraw, schitato. B. G. Teubner, Leipzig 1923, OCLC 15624858 (Scan – Internet Archive).
- Der Erkenntnistrieb als Lebens- und Todesprinzip (= Teil von: Monografien im Bestand des Deutschen Exilarchivs 1933–1945). Rascher, Zürich u. a. 1935, DNB 992534232 (eingeschränkte Vorschau in der Google-Buchsuche).